# Valkonya
Valkonya is een plaats (község) en gemeente in het Hongaarse comitaat Zala. Valkonya telt 64 inwoners (2001).